# Grup de la melanterita
El grup de la melanterita és un grup de minerals sulfats de metall(II) heptahidrats. Les espècies que integren aquest grup cristal·litzen en el sistema monoclínic, amb un hàbit prismàtic. Els minerals d'aquest grup tenen una fórmula química que segueix el patró MSO₄·7H₂O, on M pot ser magnesi, ferro, manganès, cobalt, coure o zinc. El grup rep el nom de la melanterita, l'espècie principal. És un grup proper al grup de l'epsomita i al grup de l'hexahidrita.
El grup està format per aquestes sis espècies:
| Espècie         | Fórmula           |
| --------------- | ----------------- |
| Alpersita       | Mg(SO₄)(H₂O)₆·H₂O |
| Bieberita       | CoSO₄·7H₂O        |
| Boothita        | CuSO₄·7H₂O        |
| Mal·lardita     | MnSO₄·7H₂O        |
| Melanterita     | FeSO₄·7H₂O        |
| Zincmelanterita | ZnSO₄·7H₂O        |

## Formació i jaciments
Els minerals del grup de la melanterita es troben repartits per tot el planeta, a excepció de l'Antàrtida. Es comptabilitzen més d'un miler jaciments a on es poden trobar alguna de les espècies d'aquest grup.
Als territoris de parla catalana s'hi pot trobar majoritàriament una de les espècies, la melanterita, en diversos indrets: a les pedreres de feldespats de Castell Valmy, a Argelers de la Marenda (Pirineus Orientals, Occitània); a les mines de Rocabruna, a Gavà (Baix Llobregat, Barcelona); al Sot de les Mines, a Santa Creu d'Olorda (Barcelonès, Barcelona); a la pedrera Berta, entre Sant Cugat del Vallès i El Papiol (Vallès Occidental-Baix Llobregat, Barcelona); al Turó de Montcada, a Montcada i Reixac (Vallès Occidental, Barcelona); a la Collada Verda, entre Abella i Pardines (Ripollès, Girona); a les mines de Liat, a Vielha e Mijaran (Vall d'Aran, Lleida); a les mines de Sa Plan, a Bausen (Vall d'Aran, Lleida); i a la mina Eugènia, a Bellmunt del Priorat (Priorat, Tarragona). També ha estat descrita la bieberita a la mina El Negre, a Xóvar (Castelló).